# Trooper (rango policial)

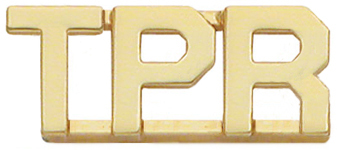
Insignia, portada en el cuello de la camisa, de la Policía estatal de Luisiana

Trooper es un rango utilizado por varias fuerzas de policía civil en los Estados Unidos. En su forma plural, troopers, por lo general, se refiere a los miembros de las patrullas de carreteras del estado o de las agencias de policía estatal, a pesar de que los funcionarios no necesariamente deben tener el rango de trooper.
Por ejemplo, en la Policía Estatal de Luisiana, Trooper es un rango por debajo de la clase Trooper First Class, y por encima de Cadete. La insignia de este rango se compone de un prendedor de color dorado "TPR" que se lleva en la solapa derecha del usuario. Los cadetes que completan la academia de policía del estado automáticamente se transfieren a Trooper.
En sus inicios, en  las fuerzas de policía de Australia, había funcionarios a los que se les denominaba troopers, por lo general, a la policía montada. Por ejemplo, en la canción popular australiana Waltzing Matilda está contenida la estrofa “Down came the troopers, one, two, three", refiriéndose a tres troopers que habían acudido a detener vagabundos. El término ya no es de uso común en ese país.